# Nicolas Frantz

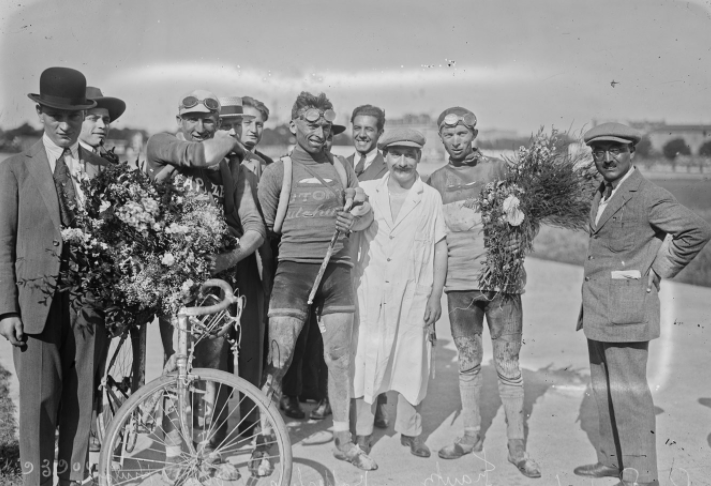
Frantz (2.v.l.) nach dem Zieleinlauf der Tour de France 1924 im Parc des Princes

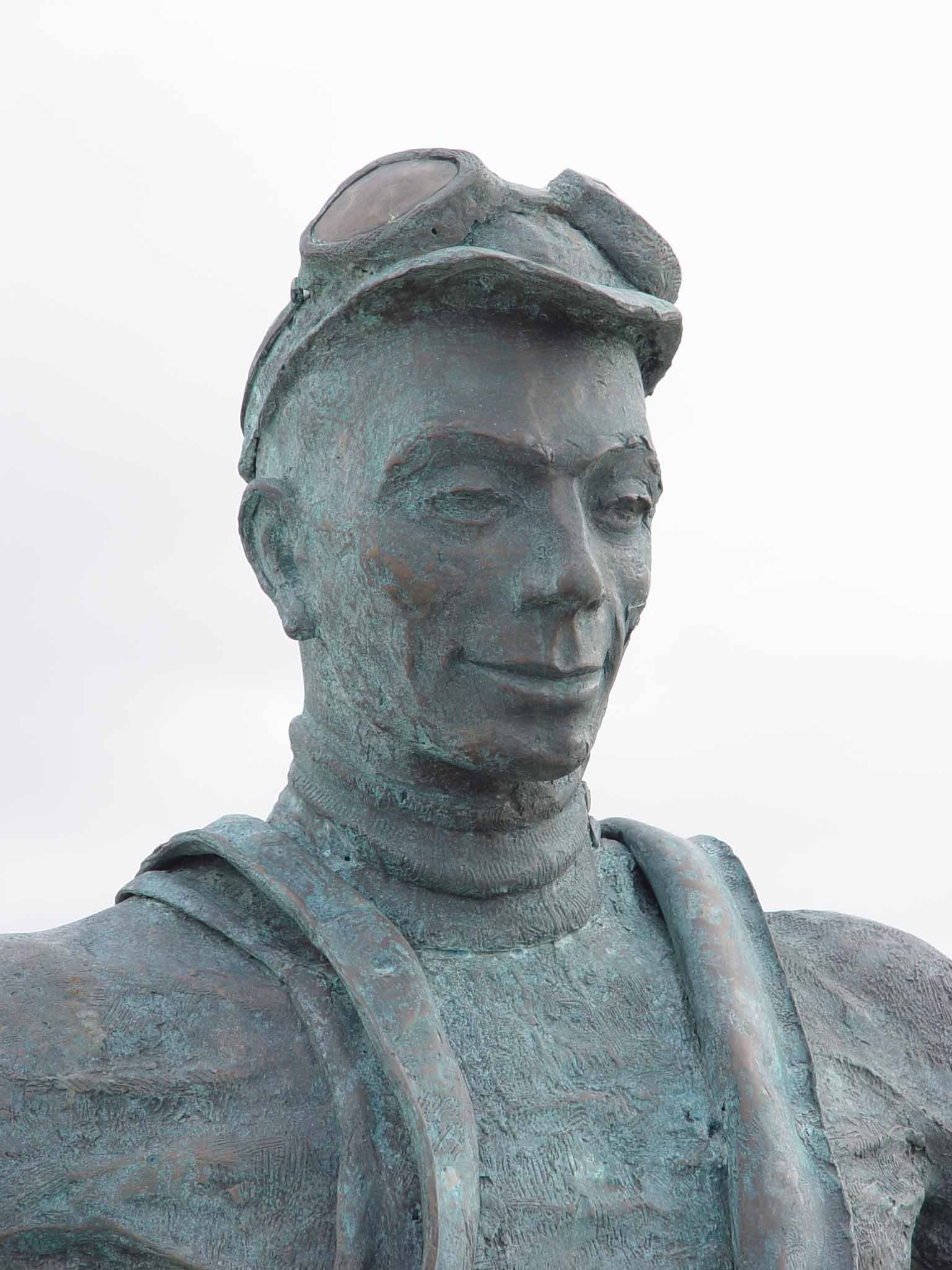
Denkmal von Nicolas Frantz in seinem Heimatort Mamer

Nicolas Frantz (* 4. November 1899 in Mamer; † 8. November 1985 in Luxemburg) war ein luxemburgischer Radrennfahrer. Er gewann 1927 und 1928 die Tour de France. Er gehört neben François Faber, Charly Gaul sowie den Brüdern Fränk und Andy Schleck zu den erfolgreichsten Radrennfahrern seines Heimatlandes.

## Sportliche Laufbahn
Nicolas Frantz, der Wewesch Nik, wuchs auf dem elterlichen Bauernhof in Mamer auf. Sein Ziel war es, diesen später selbst zu übernehmen. Nachdem sein Bruder Jean-Pierre zu seinem 16. Geburtstag ein Fahrrad geschenkt bekommen hatte, bekam auch er Freude am Fahrradfahren. Im Alter von 13 Jahren wurde er Mitglied des Velo-Club Mamer, um aber zunächst als Läufer zu starten. Schon sein zweites Rennen gewann er und erhielt ein Taschenmesser als Preis. Auch spielte er Fußball in diesem Verein. Ein Jahr später kaufte er sich sein erstes Fahrrad; das Geld dafür hatte er sich als Ministrant zusammengespart. Zunächst verboten ihm seine Eltern, Rennen zu fahren, bis sie nachgaben. Am 24. Juni 1914 bestritt Nicolas Frantz sein erstes offizielles Rennen, das er gewann.
Durch den Ausbruch des Ersten Weltkriegs musste Frantz seine Radsportambitionen zurückstellen. 1920 wechselte er von den Amateuren zu den Unabhängigen (Profis ohne Vertrag), wurde im selben Jahr erstmals Landesmeister und gewann 1922 mit der Belgien-Rundfahrt als Unabhängiger sein erstes großes internationales Rennen. 1923 gewann er Paris–Calais. 1924 unterschrieb er seinen ersten Profikontrakt beim französischen Rennstall Alcyon.
1924 startete Nicolas Frantz erstmals bei der Tour de France und belegte auf Anhieb Rang zwei; 1925 wurde er Fünfter und 1926 erneut Zweiter. 1927 gewann er die Tour in überlegener Manier: Ab der elften Etappe trug der das Maillot Jaune bis nach Paris und gewann die Gesamtwertung mit über einer Stunde und 48 Minuten Vorsprung auf den Zweiten. Bei seinem Tour-Sieg 1928 brach Frantz rund 100 Kilometer vor dem Ziel der neunzehnten Etappe der Fahrradrahmen. Den Rest der Strecke legte er auf dem zu kleinen Damenfahrrad einer Zuschauerin zurück. Er verlor 28 Minuten, behielt aber die Führung und siegte erneut. Er ist neben Ottavio Bottecchia (1924) und Romain Maes (1935) einer von drei Fahrern, die das Gelbe Trikot bei der Tour von der ersten bis zur letzten Etappe getragen haben.
Insgesamt errang Nicolas Frantz im Laufe seiner aktiven Laufbahn 59 Siege, darunter 20 Etappensiege bei der Tour. Elf Jahre in Folge (1923 bis 1934) wurde er luxemburgischer Meister im Straßenrennen. Zweimal gewann er die Luxemburgischen Cyclocross-Meisterschaften. Mit einem letzten Sieg bei der nationalen Straßenmeisterschaft beendete er seine Radsportlaufbahn.

## Diverses
In Luxemburg war seine Popularität so groß, dass viele Luxemburger, die des Französischen unkundig waren, meinten, die Tour de France würde wegen Nic „Tour de Frantz“ genannt. Zwei Erfolge blieben „Wewesch Nik“ oder „Nic le Wewesch“, wie die Franzosen ihn nannten, versagt: Er wurde nie Weltmeister (Zweiter im Jahr 1929 hinter Georges Ronsse), und als „Directeur technique“ konnte er Charly Gaul nicht zum Sieg führen. Das gelang 1958 erst seinem Nachfolger in diesem Amt, Jean Goldschmit.
Nach dem Ende seiner aktiven Radsportlaufbahn eröffnete Nicolas Frantz in seinem Heimatort Mamer ein Fahrradgeschäft. Er engagierte sich als Vorsitzender des Velo-Club Mamer. Frantz war auch einige Jahre als Nationaltrainer im Radsport seiner Heimat tätig. Seine Tochter Nicole war mit dem luxemburgischen Fußballnationalspieler Léon Letsch verheiratet.
Die örtliche Sporthalle ist nach Frantz Hall Sportif Nicolas Frantz benannt. Vor dem Rathaus steht das Barthel-Frantz Monument, das ihn und den ebenfalls aus Mamer stammenden Läufer und Olympiasieger Josy Barthel zeigt. Auch ein Radweg trägt seinen Namen: Piste cyclable Nicolas Frantz.
Seit dem Tod von Lucien Buysse im Januar 1980 war Frantz bis zu seinem Tod der älteste noch lebende Tour-de-France-Sieger und der letzte, der noch im 19. Jahrhundert geboren wurde.

## Erfolge (Auswahl)
1922
- Grand-Prix François Faber

1923
- Grand-Prix François Faber

1924
- zwei Etappen Tour de France
- eine Etappe Belgien-Rundfahrt

1925
- vier Etappen Tour de France

1926
- vier Etappen Tour de France
- Gesamtwertung und zwei Etappen Baskenland-Rundfahrt

1927
- Gesamtwertung und drei Etappen Tour de France
- Paris–Brüssel

1928
- Gesamtwertung und fünf Etappen Tour de France
- eine Etappe Baskenland-Rundfahrt
- Paris–Rennes

1929
- Paris–Tours
- eine Etappe Baskenland-Rundfahrt

1930
- Grand-Prix François Faber

1931
- zwei Etappen Deutschland-Rundfahrt

| Grand Tour         | 1924 | 1925 | 1926 | 1927 | 1928 | 1929 | 1930 | 1931 | 1932 |
| ------------------ | ---- | ---- | ---- | ---- | ---- | ---- | ---- | ---- | ---- |
| Tour de FranceTour | 2    | 4    | 2    | 1    | 1    | 5    | –    | –    | 45   |